# Tatsuo Suzuki
Tatsuo Suzuki (Yokohama, 27 aprile 1928 – 12 luglio 2011) è stato un karateka giapponese. È stato il fondatore ed il capo della Wado International Karate-Do Federation (WIKF) e detentore dell'ottavo dan nello stile di karate Wado-Ryu. Era stato allievo di Hironori Ohtsuka, fondatore del Wado-Ryu, ed aveva contribuito a far conoscere la disciplina in Europa È morto nella propria casa il 12 luglio 2011 all'età di ottantatré anni.